# Agathis tautirae
Agathis tautirae är en stekelart som först beskrevs av Cheesman 1928.  Agathis tautirae ingår i släktet Agathis och familjen bracksteklar. Inga underarter finns listade i Catalogue of Life.